# Gomikawa Jumpei
Gomikawa Jumpei (japanisch 五味川 純平, eigentlich Kurita Shigeru} geboren 15. März 1916 in Dalian (China); gestorben 8. März 1995 in Tokio) war ein japanischer Schriftsteller.

## Leben und Wirken
Gomikawa Jumpei besuchte in Dalian die „First Junior High School nach dem alten System“ (旧制大連一中学校). Er brach ein Studium an der  „Tokyo University of Commerce“ (heute Hitotsubashi-Universität) ab, besuchte dann die „Tokyo University of Foreign Studies“ (heute Tokyo University of Foreign Studies) arbeitete er für ein Munitionsunternehmen in der Mandschurei. 1943 wurde er eingezogen und wurde in verschiedenen Teilen der Mandschurei eingesetzt. Im August 1945, als seine Einheit in einem Kampf mit der Sowjetunion ausgelöscht wurde, überlebte er knapp.
Basierend auf seinen Kriegs- und Niederlagenerfahrungen schrieb und veröffentlichte Gomikawa von Juli 1956 bis 1957 seinen sechsbändigen Roman „Ningen no jōken“ (人間の条件) – „Bedingungen des Menschen“, mit dem er berühmt wurde. Das wurde die Vorlage zu der Filmtrilogie „Barfuß durch die Hölle“ (1959–61) des Regisseurs Masaki Kobayashi.
Danach produzierte Gomikawa Spielfilme wie „Jiyū to no keiyaku“ (自由との契約) – „Ein Vertrag mit der Freiheit“ (1958–60), „Rekishi no jikken“ (歴史の実験)- „Ein Experiment der Geschichte“ (1959), „Kodoku no kake“ (孤独の賭け) – „Wette auf Einsamkeit“ (1962–63) und die Serie „Sensō to ningen“ (戦争と人間) – „Krieg und Mensch“ (1965–82), verfilmt 1970 unter der Regie von Yamamoto Satsuo.Er verfolgte das Thema Krieg weiter und veröffentlichte „Kyokō no taigi“ (虚構の大義) – „Fiktive Pflicht“ (1973), eine Dokumentation über den menschlichen Zustand, ausgedrückt in Form von Fiktion, gefolgt 1975 von „Nomonhan“, einem Roman über eine japanische Niederlage an der chinesischen Grenze 1938/1939, „Gozen kaigi“ (御前会議) „Parlamentssitzung in Anwesenheit des Tennō“ (1978), „Guadalcanal“ – ein Werk zur Schlacht um Guadalcanal (1980), „Shinwa“ (神話) „Die Legende“, über Ehrgeiz und Scheitern der Kwantung-Armee (1988) und „Senki shōsetsu-shū“ (戦記小説集) – „Sammlung von Kriegsgeschichten“ (1990). Es gibt auch Sammlungen von Rezensionen, wie „Kyokugen jōkyō ni okeru ningen“ (極限状況における人間) – „Menschen unter extremen Bedingungen“ (1973).
1978 wurde Gomikawa mit dem Kikuchi-Kan-Preis ausgezeichnet.